# 波士頓圖書館

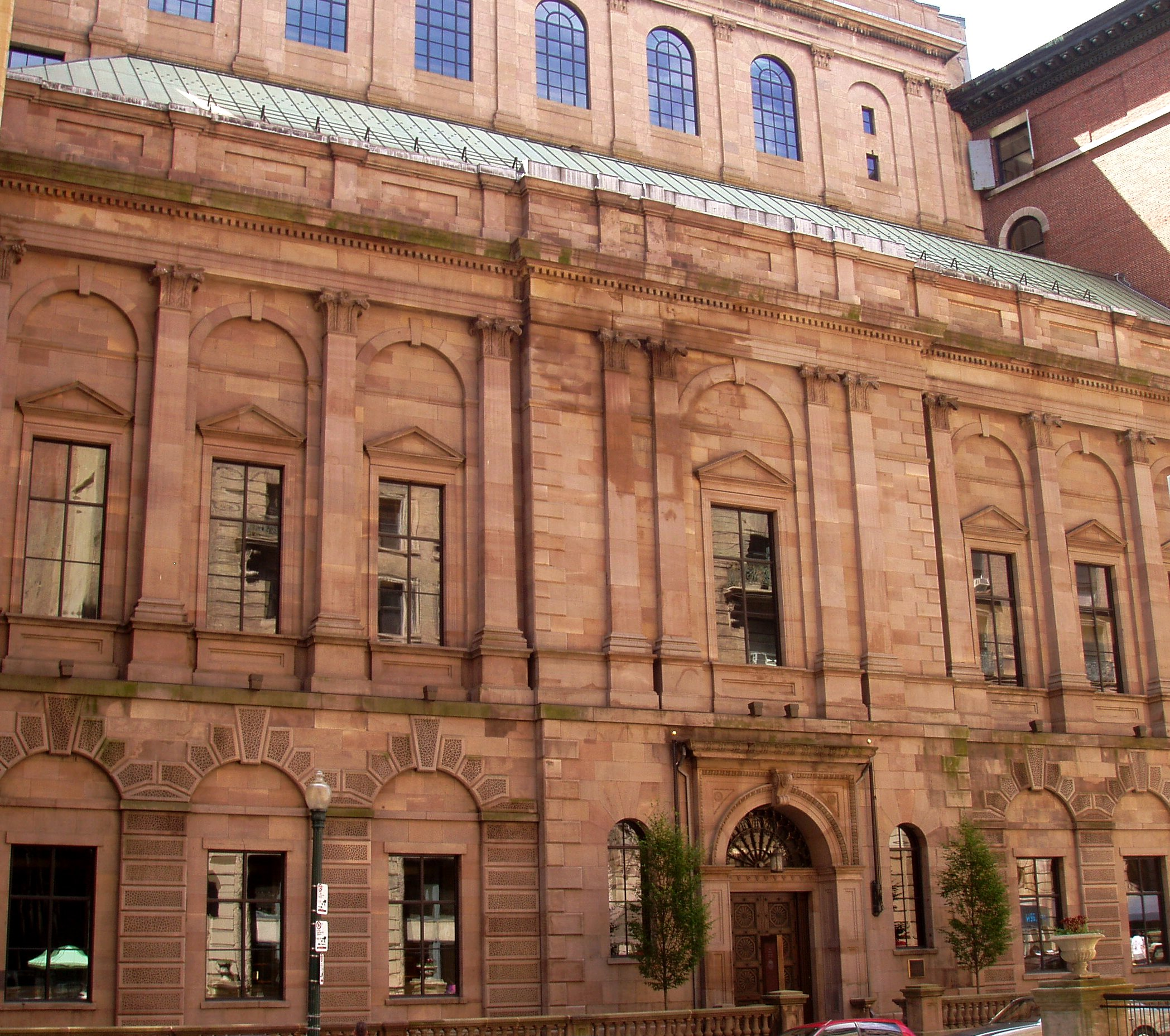
波士顿图书馆

波士顿图书馆（英語：Boston Athenæum）位於美國麻薩諸塞州波士頓，係獨立的研究圖書館，藏書約75萬冊，並有一間美術館，陳列波士頓地區的畫家和藝人的作品。

## 历史
圖書館建於1807年，1840年代後期遷至燈塔街（Beacon Street）現址，並經過多次擴建。特別藏品有南部邦聯的各種印刷品、皇家小教堂藏書（1698）和梅遜（Charles E. Mason）版畫集。該圖書館的保存部門為美國最早成立的保存部門之一。美術館創建於1827年，展出18∼19世紀波士頓和新英格蘭版畫為其特色。